# Departamento Zonda
Zonda es un departamento de la provincia de San Juan (Argentina). Se encuentra ubicado en el centro sur de dicha provincia. Su paisaje está compuesto por serranías, y la vegetación es escasa. El departamento se caracteriza por su importante producción vitivinícola y de fruta, y también por su desarrollo turístico.
Los Límites del departamento son al norte con el departamento de Ullum, al sur con Sarmiento, al oeste con Calingasta, y al este con los departamentos de Pocito y Rivadavia.-

## Toponimia
El nombre del departamento es de origen indígena. Significa "cielo alto", y designa al viento cálido característico de la provincia: el "viento Zonda"

## Historia
El poblamiento de esta zona se remonta a los primeros siglos del primer milenio, cuando allí se asentó la comunidad Ullum-Zonda (descendientes de los indios huarpes), la cual se caracterizó por practicar la agricultura y la cerámica.
Estas tierras no fueron pobladas de inmediato por los conquistadores españoles. Cuando lo hicieron, la figura de los huarpes comenzó a desaparecer.
Los primeros propietarios fueron Cornelio Albarracín (abuelo materno de Domingo Faustino Sarmiento) y Matías Sánchez de Loria (ascendiente por línea materna de Francisco Narciso de Laprida), quienes se dedicaron a la plantación de la vid y el olivo.
El valle de Zonda también constituyó el paso obligado en el camino hacia Chile y al Calingasta. Durante mucho tiempo Zonda careció de vida propia y, debido a lo escaso y diverso de su población, formó parte de un mismo departamento junto con Marquesado y Ullum. Luego de la fundación de la villa de Marquesado por los hermanos Echezarreta, a fines del siglo XIX, la Quebrada de Zonda se convirtió en el tradicional sitio de veraneo de los sanjuaninos.
La vida independiente del departamento se inicia en el siglo XX, cuando por una legislación de 1935 se separa del municipio de Rivadavia. Tuvo que esperar hasta 1942, cuando por la ley orgánica municipal del 4 de septiembre se fijaron los límites definitivos. Su villa cabecera Basilio Nievas es un pequeño núcleo urbano cuya denominación recuerda a uno de los primeros pobladores.

## Geografía

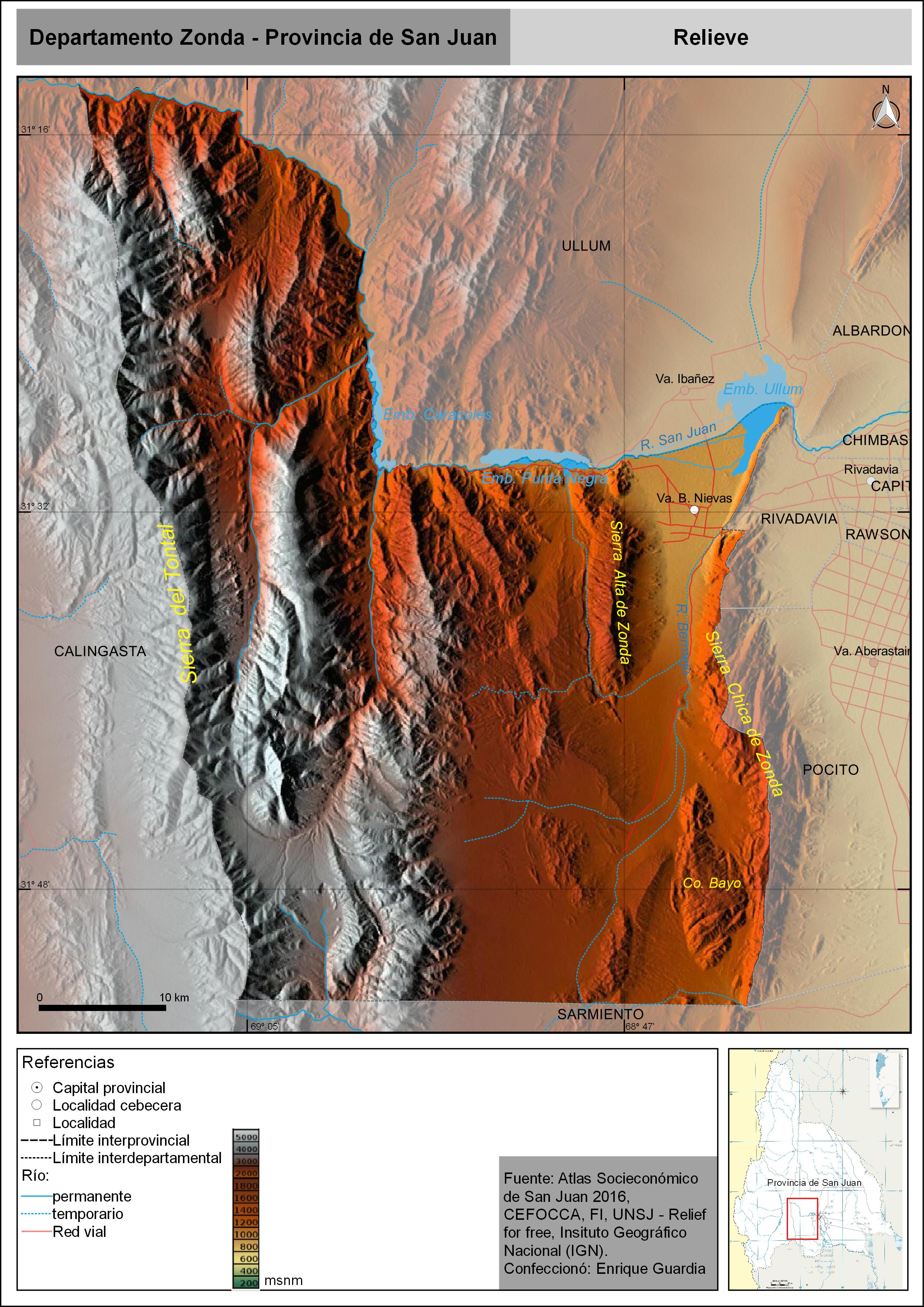
Mapa del relieve del departamento Zonda

El departamento Zonda se encuentra ubicado en el centro sur de la Provincia de San Juan, al oeste, a 20 km de la Ciudad de San Juan, posee 2905 kilómetros cuadrados. Sus límites son:
- Al norte, con el departamento de Ullum
- Al sur, con el de Sarmiento
- Al este, con los de Rivadavia y Pocito
- Al oeste, con el departamento Calingasta

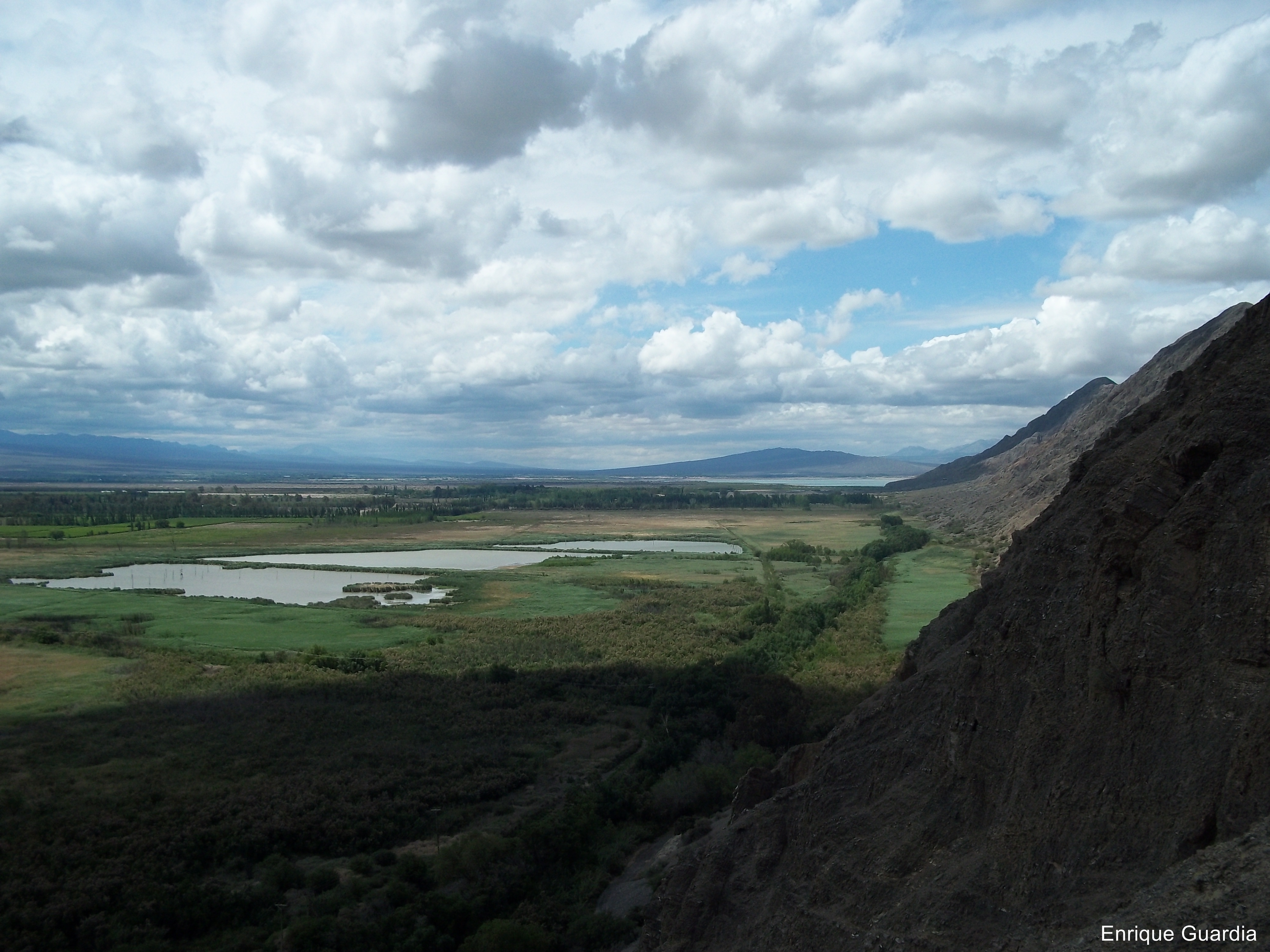
Vista aérea del Parque Presidente Sarmiento.

El departamento Zonda posee un relieve netamente montañoso, ya que toda su superficie está ocupada por la precordillera. Se destacan, al este, las Sierras Chica de Zonda, que constituyen un límite natural entre los departamentos Rivadavia y Pocito. El pico más elevado es el Blanco de las Cuevas, de 4190 metros de altura. La Sierra del Tontal, ubicada al oeste, constituye el límite natural con el departamento Calingasta (departamento cuya cumbre máxima alcanza una altura de 4366 metros). En estas montañas se localizan los cursos del los ríos Chacay y de Las Cuevas que luego pasan a ser el río Sasso. Éste y el río Uruguay son afluentes del Río San Juan

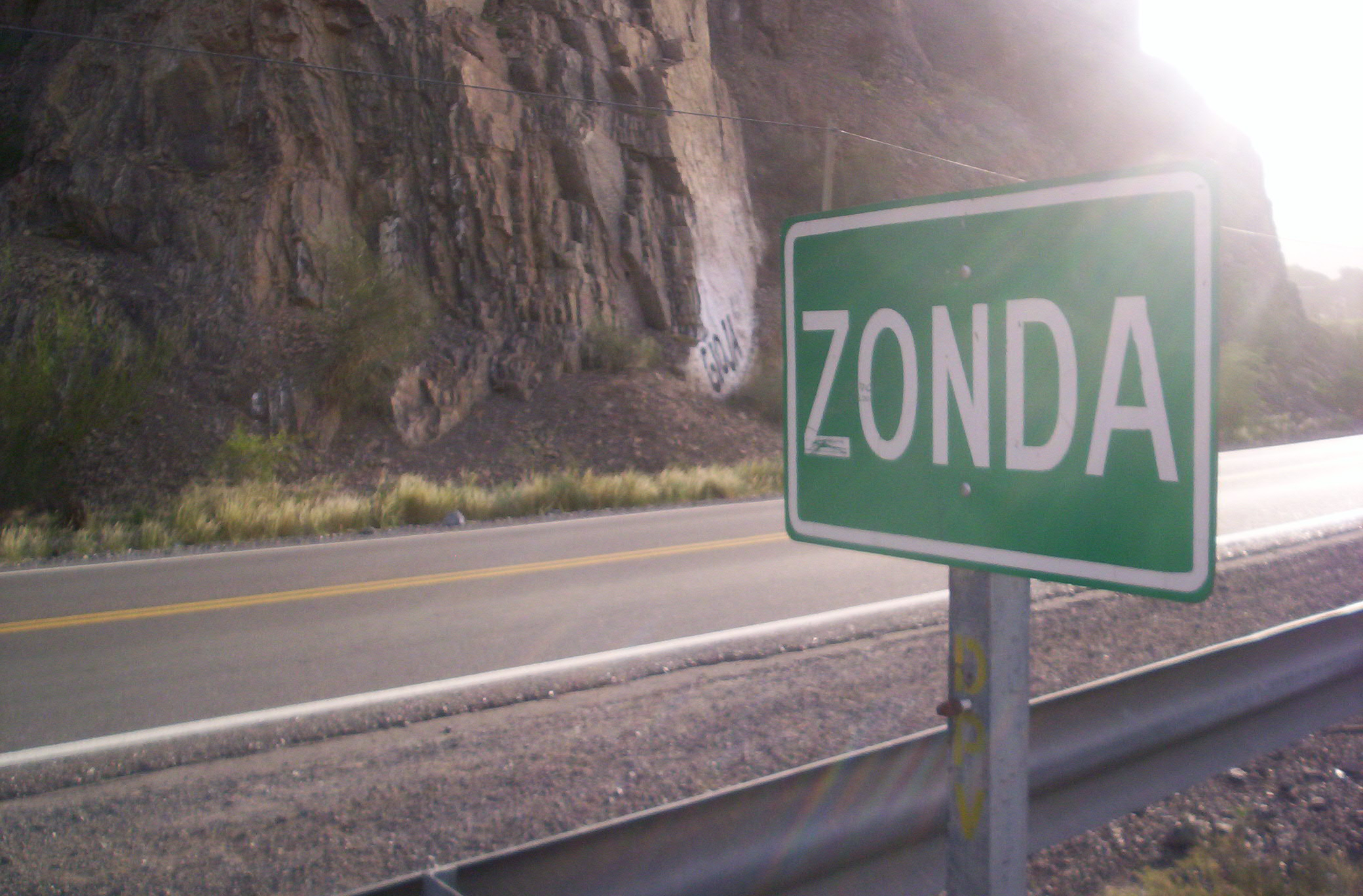
Ingreso al departamento por la Ruta Provincial 12.

Las temperaturas rondan los 10 °C anuales, con máximas de hasta 40 °C en verano y mínimas inferiores a 0 °C en invierno. Suelen correr dos vientos: uno frío, el viento sur, y otro cálido y seco: el viento zonda, que circula de oeste a este.
En materia de fauna, se encuentran pumas, reptiles, insectos, arácnidos, y guanacos en las altas cumbres. Entre las aves se destacan los cóndores, águilas, aguiluchos y el búho real de la Sierra Chica de Zonda. La flora está representada por acerillo, algarrobo, jarilla, retamos, totora y juncos.
31°33′S 68°46′O / -31.550, -68.767

### Sismicidad
La sismicidad del área de Cuyo (centro oeste de Argentina) es frecuente y de intensidad baja, y un silencio sísmico de terremotos medios a graves cada 20 años en distintas áreas aleatorias.
Terremoto de Caucete 1977: el 23 de noviembre de 1977, la región fue asolada por un terremoto que dejó como saldo lamentable algunas víctimas, y un porcentaje importante de daños materiales en edificaciones.
Sismo de 1861:aunque dicha actividad geológica catastrófica, ocurre desde épocas prehistóricas, el terremoto del 20 de marzo de 1861 (164 años) señaló un hito importante dentro de la historia de eventos sísmicos argentinos ya que fue el más fuerte registrado y documentado en el país. A partir del mismo la política de los sucesivos gobiernos mendocinos y municipales han ido extremando cuidados y restringiendo los códigos de construcción. Y con el terremoto de San Juan de 1944 del 15 de enero de 1944 (81 años) el gobierno sanjuanino tomó estado de la enorme gravedad sísmica de la región.
El Día de la Defensa Civil fue asignado por un decreto recordando el sismo que destruyó la ciudad de Caucete el 23 de noviembre de 1977, con más de 40.000 víctimas sin hogar. No quedaron registros de fallas en tierra, y lo más notable efecto del terremoto fue la extensa área de licuefacción (posiblemente miles de km²).
El efecto más dramático de la licuefacción se observó en la ciudad, a 70 km del epicentro: se vieron grandes cantidades de arena en las fisuras de hasta 1 m de ancho y más de 2 m de profundidad. En algunas de las casas sobre esas fisuras, el terreno quedó cubierto de más de 1 dm de arena.

## Población
El departamento Zonda posee un a población de 4.863 habitantes y una densidad de 2,06 habitantes por kilómetro cuadrado según último censo 2010 del INDEC. Su mayor concentración se localiza en el noroeste del departamento, en su villa cabecera (Villa Basilio Nievas)
Para el censo 2022 el departamento registró 6.683 habitantes; lo que representó un aumento en la cantidad de personas del 37,4% mayor que el crecimiento poblacional provinciala situado en 20,8%. Estos datos le valieron al departamento tener la segunda menor población y ser el departamento que más creció de la provincia.

## Economía

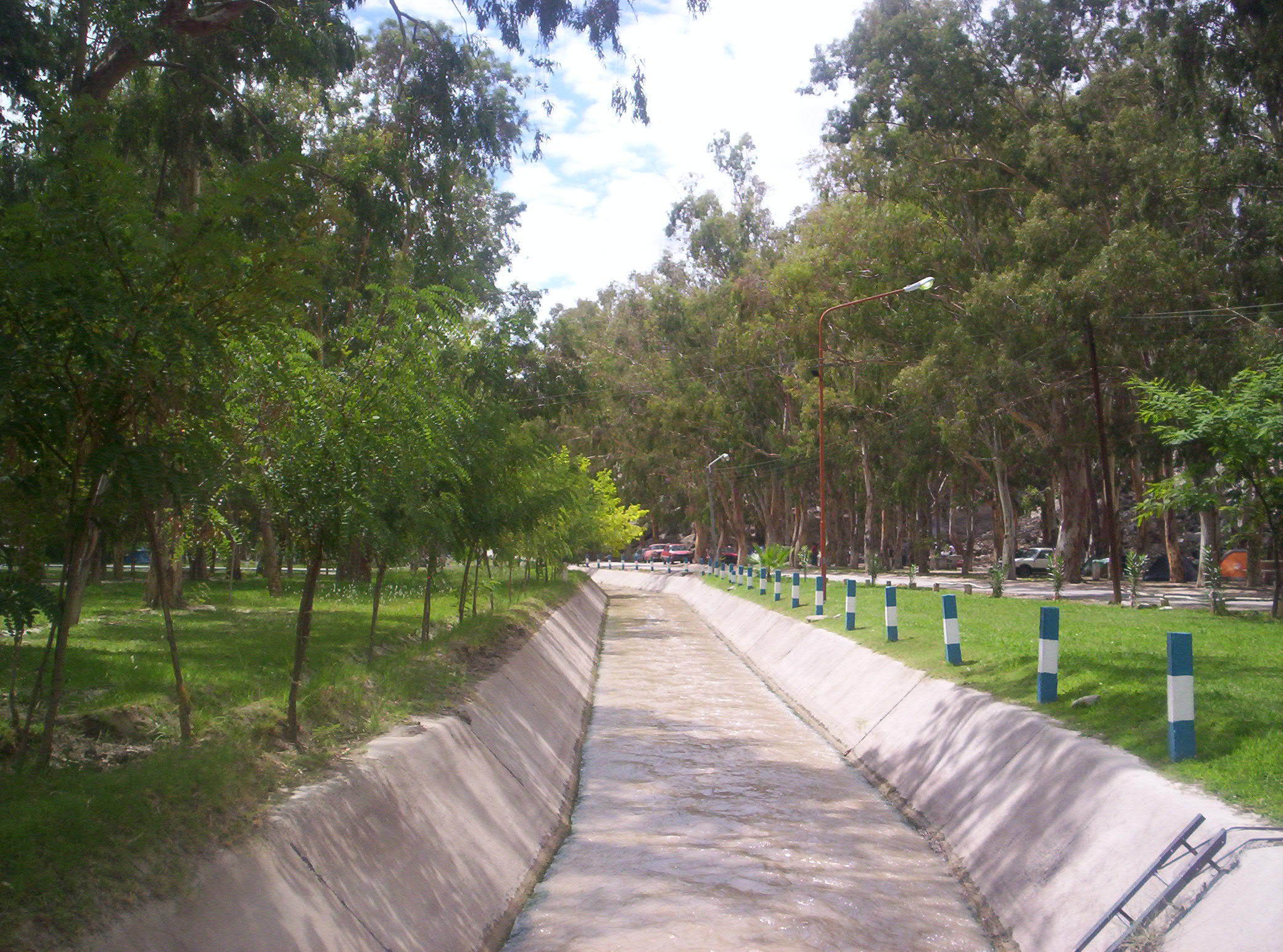
Vista de un canal de regadío, utilizado para la agricultura.

La agricultura es la principal actividad económica del departamento. Hay 1944 ya cultivadas, fundamentalmente con vid y frutales tales como melón, ciruela, almendro, frutillas y arándanos azules. También se cultiva el olivo, hortalizas, cereales, forrajes y forestales. La industria está representada por bodegas.